# Euhuascaraya atra
Euhuascaraya atra är en tvåvingeart som beskrevs av Townsend 1927. Euhuascaraya atra ingår i släktet Euhuascaraya och familjen parasitflugor. Inga underarter finns listade i Catalogue of Life.